# Трифанов, Пётр Павлович
Пётр Павлович Трифанов (1860—?) — российский архитектор.

## Биография
Получил среднее образование в петербургском первом реальном училище. В 1884 году окончил Строительное училище. С 1889 года работал в строительном отделении Санкт-Петербургского губернского правления. С 1906 — губернский архитектор, с 1911 — губернский архитектор и инженер.

## Проекты и постройки
- Доходный дом (перестройка). Казначейская улица,  4 (правая часть) / Столярный переулок, 16 (1886);
- Доходный дом. Прядильный переулок, 4 (1897);
- Доходный дом В. О. Челищевой (перестройка). Набережная канала Грибоедова, 80 / Красноградский переулок, 5 (1898; расширен);
- Здание Кустарного музея (Государственный мемориальный музей обороны и блокады Ленинграда). Соляной переулок, 11 (1901—1903);
- Комплекс построек Ямбургской колонии для прокажённых[1] (по проекту А. Р. Гешвенда). Урочище Крутые ручьи, Кингисеппский район Ленинградской области (1890-е, не сохранились).